# (121514) 1999 UJ7
(121514) 1997 UJ7 là một tiểu hành tinh quay trên quỹ đạo gần L4 của Sao Hỏa (60 độ mặt trước của Sao Hỏa theo chiều quay quỹ đạo của nó). Đến tháng 9 năm 2011, (121514) 1997 UJ7 là tiểu hành tinh duy nhất quay trước điểm L4 point của Sao Hỏa, mặc dù ít nhất 3 tiểu hành tinh khác quay phía sau điểm L5 point của Sao Hỏa: 5261 Eureka, (101429) 1998 VF31, và 2007 NS2.